# フロムイエロートゥオレンジ
株式会社フロムイエロートゥオレンジ（英: From Yellow To Orange Co., Ltd.）は、デジタルコンテンツ制作を主業務とする日本の企業。ゲームクリエイターの飯野賢治によって設立された株式会社ワープを前身とする。
社名は文字通り「黄色からオレンジへ」を表す。「知識・好奇心・ユーモア」を意味する黄色に、「情熱・元気・血」をイメージする赤色を足して、オレンジ色に変化させるという想いが込められている。

## 概要
1994年に飯野賢治がコンシューマーゲームの開発のために株式会社ワープを設立。数々のプラットフォームでゲームソフトをリリースした後、2000年にコンシューマーゲーム業界から撤退した。これを機に社名を株式会社スーパーワープに変更して、ネットワークサービス、DVDタイトルの制作、オンライン音楽サービス、ネットワークゲーム制作へと事業範囲を広げた。
2001年8月に社名を株式会社フロムイエロートゥオレンジへ改め、IT関連の企画・デザイン・ブランディングなどを主に行った。
2009年3月26日、任天堂がWiiウェアの新作『きみとぼくと立体。』を発表。同時に配信が開始された。飯野がこのゲームの企画やディレクションを担当した。彼の約9年ぶりとなるコンシューマーゲーム業界への復帰作はユーザーに歓迎された。
2012年、音楽プロデューサーの江口勝敏が代表取締役CEOに就任、飯野と代表を兼任した。
2013年2月20日、飯野が42歳に高血圧性心不全により逝去したことが、公式ホームページにて江口の名義で発表された。
2022年8月より、飯野の妻である飯野由香が代表取締役に就任した。
飯野の逝去から10年となる2023年に「飯野賢治没10周年記念プロジェクト」が展開された。ワープ時代に制作されたゲーム作品の音楽や、飯野の著書がデジタル配信された。また、クリエイターを題材としたドキュメンタリーを配信するYouTubeチャンネル「Archipel」の企画として、飯野のドキュメンタリー映像が公開された。飯野と生前に親交があったゲームクリエイター（飯田和敏、上田文人、小島秀夫、斎藤由多加、西健一、水口哲也）や、俳優の浅野忠信、ピエール瀧らが彼を追想した。
2024年7月18日、画面のない音だけのゲームとして話題となったソフト『リアルサウンド 〜風のリグレット〜』を、発売から27周年の記念日に、オーディオブックとして配信開始した。

## 沿革
1994年
株式会社ワープ設立
2000年
株式会社スーパーワープに社名変更
2001年
- 株式会社フロムイエロートゥオレンジに社名変更
- 「Cmode（）」のブランディング日本コカ・コーラの自動販売機とNTTドコモのiモードを連携させるおサイフケータイの先駆けとなるサービス
- 「goopas（）」のブランディング東急電鉄の自動改札機コンテンツ配信サービス

2003年
着うた配信サイト「熱烈!アニソン魂」サービス開始
2004年
- 熱烈!アニソン魂「アニたまLIVE in AJF2004」（Shibuya O-WEST）開催
- 熱烈!アニソン魂「アニたまLIVE at EAST」（Shibuya O-EAST）開催

2008年
- 音楽配信サービス開始
- iPhone/iPod touch用アプリ『newtonica』発売

2009年
『きみとぼくと立体。』開発（任天堂Wiiウェア）
2011年
- 「株式会社スマイルエナジー（NTTとオムロンの合併会社）」創設ブランディング
- 家庭用省エネ支援サービス「エコめがね」

2012年
江口勝敏代表就任
2013年
ILCAの学校開校
2022年
飯野由香代表就任
2023年
飯野賢治没10周年記念プロジェクト展開
2024年
- fyto30周年記念事業として「アニソンボカロ」を制作配信
- オーディオブック『リアルサウンド～風のリグレット～』発売